# Anne Brassié
Anne Brassié, née Pedrono en 1949 à Asnières, est une biographe, critique littéraire et animatrice de radio et de télévision française proche de l'extrême droite.

## Biographie

### Formation et débuts
Anne Brassié fait ses classes au collège Sainte-Marie de Passy, puis étudie aux universités Paris-X et Paris-IV.
Titulaire d'une maîtrise ès lettres (1973), elle est d'abord professeur de littérature dans l'enseignement secondaire, à Rueil, Abidjan et Maisons-Laffitte.

### Dans la presse et l'édition
Dans un premier temps, Anne Brassié collabore au Figaro Magazine, à Minute, Présent et Rivarol.
Elle écrit également une biographie de Robert Brasillach, Robert Brasillach ou encore un instant de bonheur (1987), et une de Jean de La Varende, La Varende. Pour Dieu et pour le Roi (1993).
Présidente de l'Association des amis de Rivarol de 2001 à 2009, elle est, par ailleurs, membre du bureau de l'Association des amis de Robert Brasillach.
Elle est aussi la fondatrice et l'organisatrice de « Lire dans les vignes », une manifestation littéraire qui se tient chaque année au château Picque-Caillou, à Mérignac. Le 24 juin 2018, cet événement rassemble des écrivains proches de l'extrême droite et du Rassemblement national, en vue de rendre hommage à Dom Gérard, fondateur de l'abbaye Sainte-Madeleine du Barroux. À la fin de l'année 2019, Anne Brassié fonde le pendant hivernal de cette manifestation, « Lire sous les sapins », à la Maison Saint-François-Xavier. La première année, y sont notamment présents les écrivains Jean Raspail et Andreï Makine.

### Radio et télévision
Dans sa jeunesse, Anne Brassié est pigiste à France Culture dans Les Lundis de l'Histoire, animés par Pierre Sipriot.
Le 7 novembre 1987, elle est choisie par Jean Ferré pour coanimer, avec Serge de Beketch, la première émission diffusée sur Radio Courtoisie. Elle anime ensuite, chaque jeudi, la sienne propre, intitulée Trésors en poche et dédiée à la littérature. Elle est démise en septembre 2016, après avoir appelé à la démission d'Henry de Lesquen en raison des « prises de position toutes plus excessives les unes que les autres » de ce dernier. Dès le mois suivant, elle fonde et anime la nouvelle émission Culture en liberté, sur Radio Libertés. En 2018 et 2019, elle enregistre aussi des livres sonores (de petites vies de saints écrites par Mauricette Vial Andru), pour Radio Maria.

### Engagement public
Proche du Front national, Anne Brassié est candidate à l'élection municipale de 2008 à Versailles, sur la liste Union pour le renouveau de Versailles (URV), classée divers droite (DVD) et emmenée par Henry de Lesquen.
En 2010, elle signe la pétition « pour l'abrogation de la loi Gayssot et la libération de Vincent Reynouard » rédigée par Paul-Éric Blanrue. En 2010, elle est par ailleurs porte-parole de « Versailles mon amour ».
En 2014, elle devient vice-présidente de l'institut Emmanuel Ratier, projet visant à sauvegarder les archives accumulées par le journaliste d'extrême droite Emmanuel Ratier.
En 2016, elle devient l'un des principaux conseillers du parti Civitas, avec Jean-Michel Vernochet, Thierry Bouzard et Marion Sigaut.

## Œuvres

### Publications
- Anne Brassié, Robert Brasillach, ou encore un instant de bonheur, Robert Laffont, coll. « Biographies sans masque », Paris, 1987, 420 p.-8 p. de planches illustrées,  (ISBN 2221045106), (BNF 34964433) (réimp. 2006)
- Anne Brassié (préf. Jean-Marie Paupert), La Varende : pour Dieu et le roi, Perrin, Paris, 1993, 536 p.-8 p. de planches illustrées,  (ISBN 2262009031), (BNF 38827586)
- Anne Brassié (ill. Chard), Ces livres qui m'ont choisie, Godefroy de Bouillon, Paris, 2000, 291 p.,  (ISBN 2841911020), (BNF 37689366)
- Anne Brassié et Louis Fontaine, Un enfant dans la guerre, Clovis, 2000  (ISBN 2912642604)
- Anne Brassié (préf. Jean-Marie Paupert), Sainte Anne : de Jérusalem à Auray, Le Rocher, 2002, 128 p.-8 p. de planches illustrées,  (ISBN 2268039692), (BNF 38827586) (réimp. 2015)
- Anne Brassié et Stéphanie Bignon, Cessez de nous libérer !, Via Romana, 2014

### Narrations
Anne Brassié est la narratrice de plusieurs livres audio, parmi lesquels :
- Jacques Bainville (auteur) et Anne Brassié (narratrice), Petite histoire de France. Vol. 1, De Vercingétorix à Louis XI, Paris, Le Forum, 2000 (BNF 38485168)Support : 1 CD audio ; durée : 63 minutes environ ; référence éditeur : EFA21010.
- Jacques Bainville (auteur) et Anne Brassié (narratrice), Petite histoire de France. Vol. 2, De François 1er à Clemenceau, Paris, Le Forum, 2000 (BNF 38485173)Support : 1 CD audio ; durée : 1 h 12 min environ ; référence éditeur : EFA21011.

Ces deux disques sont l'adaptation de l'ouvrage didactique pour les enfants Petite Histoire de France, de Jacques Bainville, illustré par Job, initialement publié en 1928, à Tours, chez l'éditeur A. Mame et Fils.
- Hans Christian Andersen (auteur), Anne Brassié (conarratrice) et Yves Tarantik (conarrateur) (trad. Marc Auchet), Contes d'Andersen. Volume 1, Versailles, Rejoyce, coll. « Le chant des livres », 2008 (EAN 376-0-04-071045-7, OCLC 658606070, BNF 41404032)Support : 1 CD audio ; durée : non connue ; référence éditeur : CDL01. Regroupe les contes suivants : Le Vilain Petit Canard et L'Invalide.

## Prix
- Prix Robert-Brasillach 1976[15] et 1988[16].
- Prix des intellectuels indépendants 1987[15].
- Prix Renaissance des lettres 1994[17].